# Odynerus sokolowi
Odynerus sokolowi är en stekelart som beskrevs av Morawitz 1895. Odynerus sokolowi ingår i släktet lergetingar, och familjen Eumenidae. Inga underarter finns listade i Catalogue of Life.